# 热带夜 (SHISHAMO单曲)
《热带夜》（日语： Nettaiya）是日本摇滚乐队SHISHAMO的第3张单曲，于2015年8月5日发行。

## 简介
本作距前作《量产型男友》相隔近一年，是SHISHAMO连续第二年的夏季单曲。《热带夜》作为一首柔和的情歌，展现了大人风的城市恋爱景象。
7月27日歌曲的MV公开，由乐队三人分别在3个场景度过的一个夜晚组成，MV由导演。
CD唱片的封面依然由主唱宫崎绘制。

## 发行
《热带夜》于2015年8月5日发行。
- 普通盘（商品编号：XQFQ-1413）
  - CD内封入了SHISHAMO首次体育馆演唱会“SHISHAMO NO BUDOKAN!!!”的门票最先发售序列号[4]。

## 收录
| CD       | CD             | CD   |
| 曲序     | 曲目           | 时长 |
| -------- | -------------- | ---- |
| 1.       | （热带夜）     | 4:15 |
| 2.       | （活着的女孩） | 3:55 |
| 总时长： | 总时长：       | 8:10 |